# Jezuïetenkerk (Warschau)
Jezuïetenkerk (Pools: Kościół Jezuitów) of de Kerk van de Genadige Moeder van God (Pools: Kościół Matki Bożej Łaskawej) is een kerk gelegen in de Oude Stad van de Poolse hoofdstad Warschau, pal naast de Johanneskathedraal.

## Geschiedenis
De Jezuïetenkerk werd in 1609 door koning Sigismund III van Polen en Podkomorzy Andrzeij Bobola (de Oude) gesticht. Het hoofdgebouw was gebouwd tussen 1609 en 1626 door Jan Frankiewicz in Poolse maniëristische stijl. In 1627 werd de kerk uitgebreid met drie kapellen en in 1635 werd Urszula Mayerin, een groot aanhanger van de Sociëteit van Jezus en maîtresse van koning Sigismund III, er in begraven. Mayerin financierde voor de kerk een zilveren koepelvormige nis. Haar graf werd in 1650 geplunderd en verwoest door Zweedse en Brandenburgse troepen tijdens de Deluge.
Het indrukwekkende puur zilveren hoofdaltaar werd rond 1640 gebouwd door kardinaal Karol Ferdynand Wasa. Het werd gedurende de Deluge gestolen. In latere jaren werd de kerk diverse malen herbouwd en meer en meer versierd met rijke barokke inventaris en marmeren altaars en vloeren. Er werden ook twee kapellen toegevoegd aan de kerk. Tijdens de Opstand van Warschau in 1944 werd de kerk compleet verwoest door de Duitsers. Alleen wat overbleef van het vierhonderd jaar oude gebouw was een grote berg van puin. Tussen 1950 en 1973 werd de kerk herbouwd in een simpele architectonische vorm.

## Interieur
De façade heeft een stijl van maniërisme, desondanks is het interieur compleet modern. Binnen de kerk zijn er de bewaarde fragmenten van een indrukwekkende graftombemonument van Jan Tarło opgericht door Jan Jerzy Plersch en gebouwd in wit en zwart marmer. Er bevindt zich een schilderij van een Maria-vol-van-genade van bisschop Juan de Torres uit 1651 en in het transept een crucifix uit het einde van de 14de eeuw.